# Province de Curicó
La province de Curicó se trouve dans la région du Maule, ou septième région du pays, au Chili. La superficie de la province est de 7 487 km² et sa population en (2002) était de 244 053 habitants.

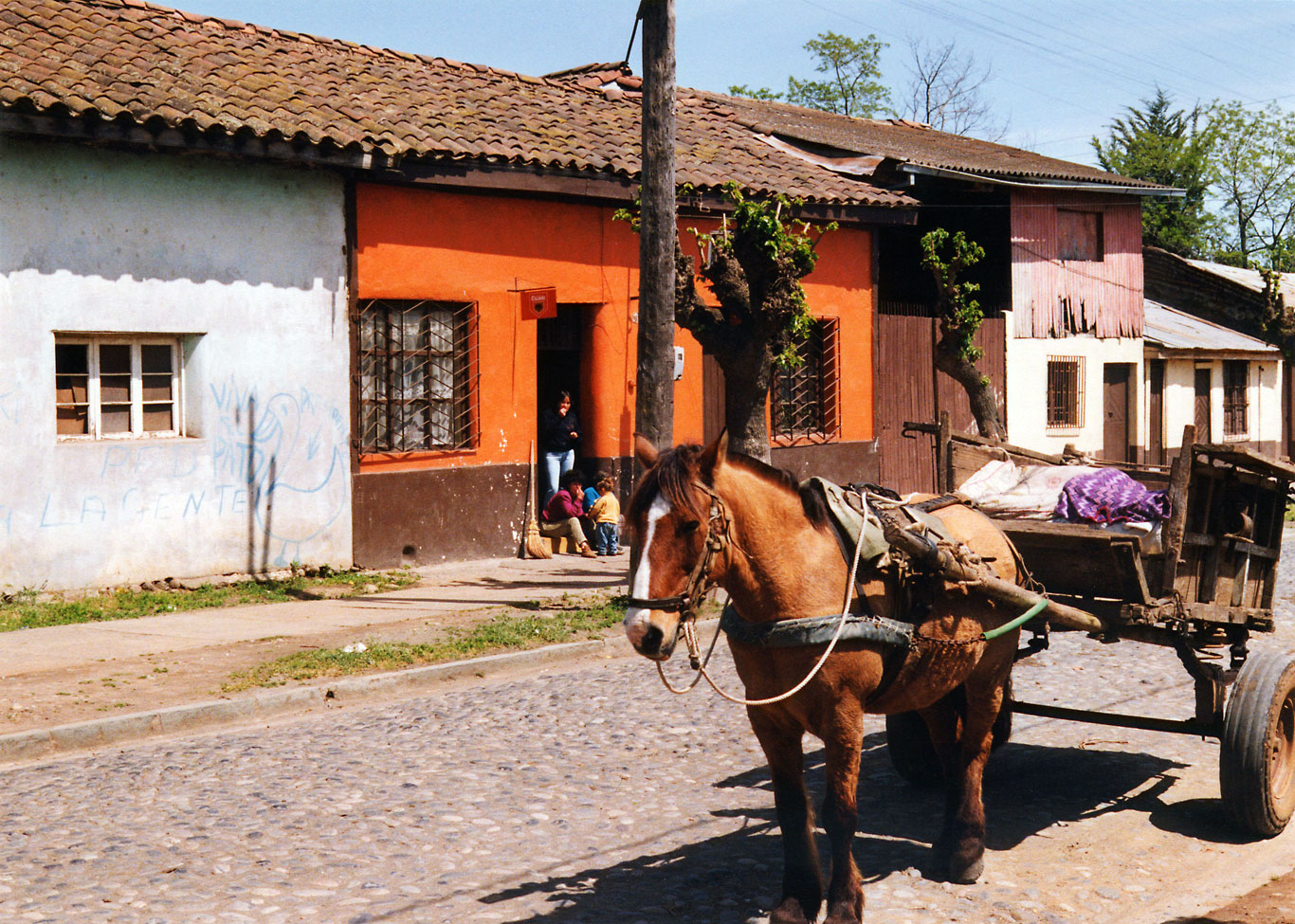
Molina, province de Curicó

Cette province est subdivisée en 9 communes :
- Curicó ;
- Hualañé ;
- Licantén ;
- Molina ;
- Rauco ;
- Romeral ;
- Sagrada Familia ;
- Teno ;
- Vichuquén.